# Champollion (cràter)
Champollion és un cràter d'impacte situat a la cara oculta de la Lluna, al nord-nord-est del cràter més gran Shayn, i al sud-sud-est de Chandler.

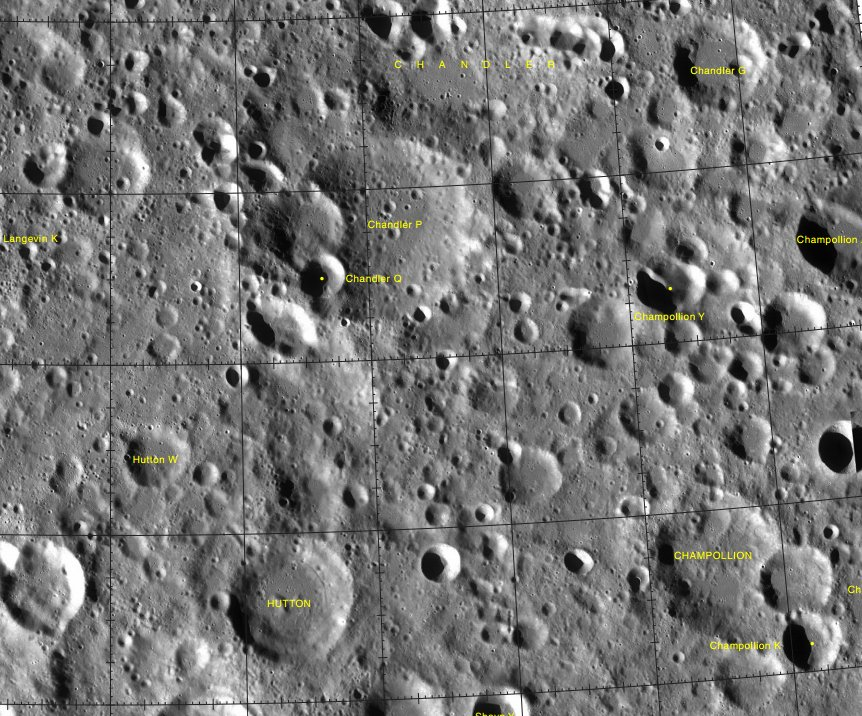
Localització de Champollion (inferior dreta de la imatge)
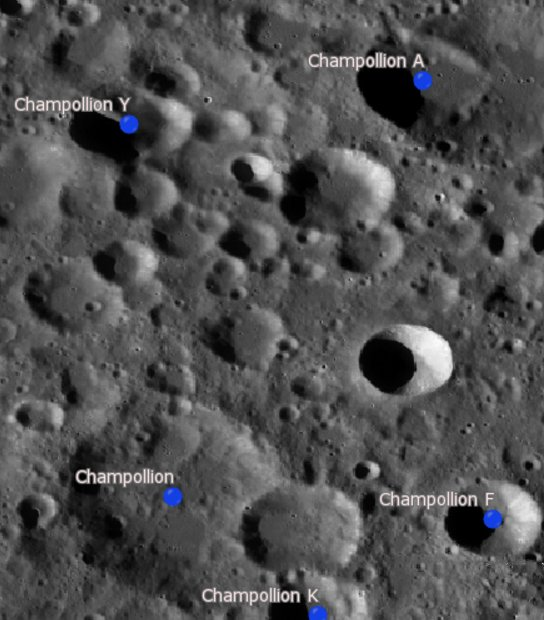
Cràters satèl·lit

Fortament malmès per impactes posteriors, ara és una depressió molt deteriorada a la superfície lunar. Un cràter sense nom se superposa la vora oriental, i la paret interna restant presenta una incisió al llarg de gran part de la circumferència per impactes menors. Una d'aquestes formes és un canal que intercepta la paret interna del costat nord, i que gairebé arriba al centre del cràter.

## Cràters satèl·lit
Per convenció aquests elements són identificats en els mapes lunars posant la lletra en el costat del punt central del cràter que està més proper a Champollion.
| Champollion | Coordenades                            | Diàmetre |
| ----------- | -------------------------------------- | -------- |
| A           | 41° 06′ N, 177° 06′ E / 41.1°N,177.1°E | 27 km    |
| F           | 37° 18′ N, 177° 48′ E / 37.3°N,177.8°E | 21 km    |
| K           | 36° 30′ N, 176° 24′ E / 36.5°N,176.4°E | 22 km    |
| Y           | 40° 48′ N, 174° 42′ E / 40.8°N,174.7°E | 22 km    |